# Överrätt
Överrätt är i juridik någon av de domstolar, som dömer i högre samt sista instans. 

## Sverige
Till de svenska överrätterna hör bland allmänna domstolar hovrätter och Högsta domstolen. 
Bland förvaltningsdomstolar hör kammarrätter och Högsta förvaltningsdomstolen till överrätterna.